# Konflikt w Tetowie

Terytoria objęte konfliktem

Konflikt w Tetowie – konflikt zbrojny z 2001 roku między rządem macedońskim i albańską mniejszością.

## Przyczyny
Podłożem konfliktu w Tetowie był rozpad Jugosławii, który spowodował napływ dużej liczby Albańczyków z Kosowa i Albanii do Macedonii. Na przyczyny tej migracji złożyły się zarówno trudne warunki bytowe panujące na terytorium byłej federacji, jak i obawa przed prześladowaniami. Pierwsze oznaki późniejszego konfliktu pojawiły się w lutym 1992 roku, kiedy to grupa albańskich nacjonalistów podjęła próbę utworzenia Autonomicznej Republiki Ilirii. Kolejnymi były incydenty w Gostiwarze i Tetowie, związane z wywieszaniem albańskiej flagi. W odpowiedzi Wyzwoleńcza Armia Kosowa (UÇK) w 1997 roku nasiliła działania terrorystyczne w Kosowie i Macedonii. Po rozpoczęciu nalotów na Jugosławię przez granicę przedostało się do Macedonii wielu kolejnych bojowników tej formacji. Łącznie do 1999 roku Macedonia przyjęła 360 000 uciekinierów z Kosowa. Z kolei Macedończycy obawiali się uznania niepodległości Kosowa, uważając to za zagrożenie dla ich własnej państwowości.
Po wyborach parlamentarnych z 1998 roku w Macedonii powstała koalicja partii WMRO-DPMNE, Demokratycznej Alternatywy i Demokratycznej Partii Albańczyków. Umiarkowana polityka albańskiej DPA szybko stała się obiektem krytyki Albańczyków, ponieważ DPA dążyła do kompromisów, podczas gdy w kraju trwała dyskryminacja społeczności albańskiej. Sytuacja społeczności albańskiej i brak realizacji jej postulatów spowodowały na początku 2001 roku wybuch działań zbrojnych. Bezpośrednią przyczyną konfliktu było prawdopodobnie podpisanie na początku 2001 roku umowy o granicy państwowej między Macedonią i Jugosławią, co utrudniło Albańczykom poruszanie się pomiędzy Kosowem i Macedonią.

## Walki
2 stycznia Albańczycy zaatakowali posterunek policji we wsi Tearka w pobliżu Tetowa – zginął policjant, a trzech innych zostało rannych. Walki pomiędzy siłami rządowymi i Armią Wyzwolenia Narodowego (następczynią Armii Wyzwolenia Kosowa) rozpoczęły się 12 lutego. Liczące około 5 tysięcy ludzi oddziały UÇK rozpoczęły napady zbrojne na posterunki policji, jednostki wojskowe, szlaki komunikacyjne, ujęcia wody i na ludność cywilną, zmuszając Macedończyków do ucieczki z terenów zasiedlonych przez większość albańską. Pomimo że Albańczycy zdecydowali się na konfrontację zbrojną, ich celem była jedynie poprawa ich sytuacji bytowej w Macedonii, a nie secesja. Do 14 marca rebelianci opanowali rejon Tetowa; 17 marca rząd macedoński ogłosił mobilizację, jednak nie wprowadzono stanu wojennego.

## Zakończenie walk
3 maja rozpoczęła się operacja wojskowa przeciwko UÇK w rejonie Kumanowa, która zakończyła się niepowodzeniem. Ostatecznie pod wpływem NATO i Unii Europejskiej wstrzymano ofensywę, a 13 maja władzę objął tymczasowy rząd jedności narodowej,  utworzony przez partie macedońskie i albańskie. Pierwsze negocjacje podjęto dopiero pomiędzy 15–20 czerwca, jednak nie osiągnięto wówczas porozumienia. 24 czerwca Javier Solana (hiszpański polityk i przedstawiciel Unii Europejskiej ds. wspólnej polityki zagranicznej i bezpieczeństwa) wynegocjował zawieszenie broni. Kolejny rozejm ogłoszono 5 lipca. Negocjacje w Ochrydzie rozpoczęły się 28 lipca i zakończyły 13 sierpnia podpisaniem porozumienia. Dopiero po zawarciu pokoju ostatecznie wygasły walki.